# 빌 헤일리
윌리엄 존 클리프턴 헤일리(영어: William John Clifton "Bill" Haley, /ˈheɪliː/, 1925년 7월 6일 ~ 1981년 2월 9일)는 미국의 로큰롤 가수다. 자신의 그룹인 빌 헤일리 & 더 코메츠로 활동하여 〈Rock Around the Clock〉, 〈See You Later, Alligator〉, 〈Shake, Rattle and Roll〉, 〈Rocket 88〉, 〈Skinny Minnie〉, 〈Razzle Dazzle〉과 같은 밀리언셀러 히트곡을 배출하였고, 1950년대에 일어난 로큰롤 1차 유행을 선도하는데 일조했다. 헤일리는 전 세계적으로 2500만 장의 음반을 팔아치웠다.

## 생애
미시간주 하이랜드 파크(Highland Park)에서 태어났다. 13살 때부터 돈을 받고 노래 부르는 일을 시작하여, 1940년대 말에는 웨스턴 스윙을 연주하는 소규모 밴드의 리더로 활동했으며 1950년대 초에 자신의 백업 밴드를 구성하여 컨트리 곡을 꾸준히 녹음하였다. 그러나 1940년대 중반부터 1950년대까지 지방 라디오방송국의 디제이로 일하며 젊은 백인대중의 음악적 취향이 인종의 장벽을 넘어서고 있다는 사실을 발견, 베테랑이었음에도 헤일리는 변신을 주저하지 않았다. 1951년부터 그는 트레이드 마크이자 클리셰였던 카우보이 모자를 벗어 던지고 리듬 앤 블루스 스타일에 천착했다.

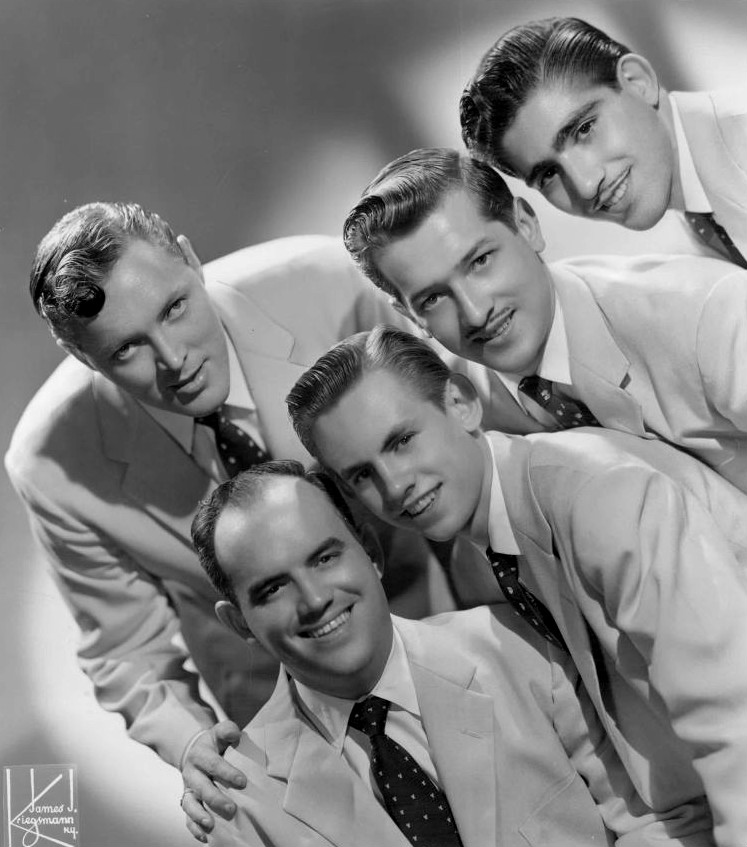
1956년의 빌 헤일리 & 더 코메츠

1949년 자신의 밴드인 새들멘(Saddlemen)을 결성하였고, 1952년 새들멘은 "혜성"이라는 뜻의 "코미츠(Comets)"로 개명하였다. "헤일리와 혜성들"로 핼리 혜성을 빗댄 말장난이었다. 1953년에는 〈Crazy, Man Crazy〉로 로큰롤 음반으로는 최초로 빌보드 차트에서 20위권에 드는 기염을 토했고, 덕분에 데카 레코드사와 인연이 닿았다.
데카에서 발매한 이들의 싱글 〈Rock Around the Clock〉은 처음에는 그다지 두각을 드러내지 못했지만, 1955년 영화 《폭력 교실》에 쓰이면서 젊은 시절의 소외에 대한 가사로 많은 사람들의 주목을 받으며 인기가 급격히 올라갔다. 이 곡은 전 세계적으로 2,200만 장이나 팔렸으며 영국에서는 1974년까지 7번이나 인기순위에 오르는 등 로큰롤 시대를 여는 획기적인 곡으로 꼽힌다. 미국에서 8주 동안 최다 판매 음반 자리에 오른 〈Rock Around the Clock〉은 신세대의 아이콘이 되었다.
그후 1956년 말까지 모두 8곡의 톱 40 히트곡을 발표하였으나 1958년 말부터 인기가 줄어들었다. 빌 헤일리는 엘비스 프레슬리의 등장과 함께 과거의 인물로 치부되었으며, 〈Rock Around the Clock〉가 청소년들을 열광시키고 있던 무렵에 이미 헤일리는 30대로 접어든 세 아이의 아빠였다. 로큰롤이라는 새로운 어법과 문화에는 어울리지 않는 기성세대였다는 것이다. 비평가 닉 콘은 그것이 "잔인한 반전"이었다면서도 헤일리가 본인이 만들어낸 상황을 전혀 이해하지 못했다고 썼다. 실제로 헤일리는 1955년 발간한 악보집에서 "우리는 컨트리 음악에 사용하는 악기로 리듬 앤 블루스를 연주했고 그 결과로 '팝 음악'이 나왔다"고 말했다.
1960년대와 1970년대에는 리바이벌 순회공연에서 주로 연주하였으며 1981년 심장 발작으로 사망하였다. 1987년 로큰롤 명예의 전당 "공연자(performers)" 부문에 올랐다.

## 유산
비평가 닉 토스키스는 빌 헤일리가, 샘 필립스로부터 "최초의 로큰롤 레코드"라 일컬어졌던 재키 브렌스튼의 〈Rocket 88〉을 녹음하던 시기를 〈Rock Around the Clock〉으로 대박을 터뜨린 이후의 그보다 높게 평가했다. 그는 헤일리가 "로큰롤이 사람들에게 알려지기 2년쯤 전에 이미 로큰롤 역사의 모든 것을 온몸으로 구현했다"고 주장했다. 멤피스 슬림, 지미 프레스턴, 조 터너 등 흑인 뮤지션의 곡들을 자신의 음반에 담아냄으로써 빌 헤일리가 로큰롤에 대한 주류 백인관객의 형성에 기여했다는 말이다. 궁극적으로 "엘비스가 등장할 무대를 마련해주었다"는 것이다.